# Dariusz Zawiślak

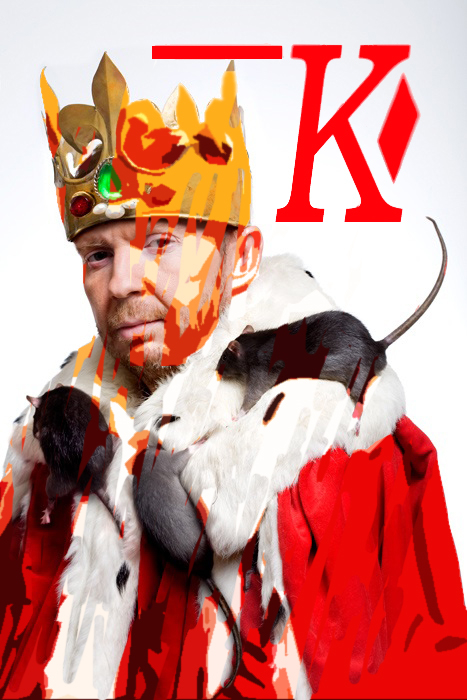
Dariusz Zawiślak en Balladyna

Dariusz Zawiślak (Varsovia, 25 de julio de 1972) es un director de cine, productor y guionista polaco

## Filmografía
- 1990: Time of Dream (Czas Snu)

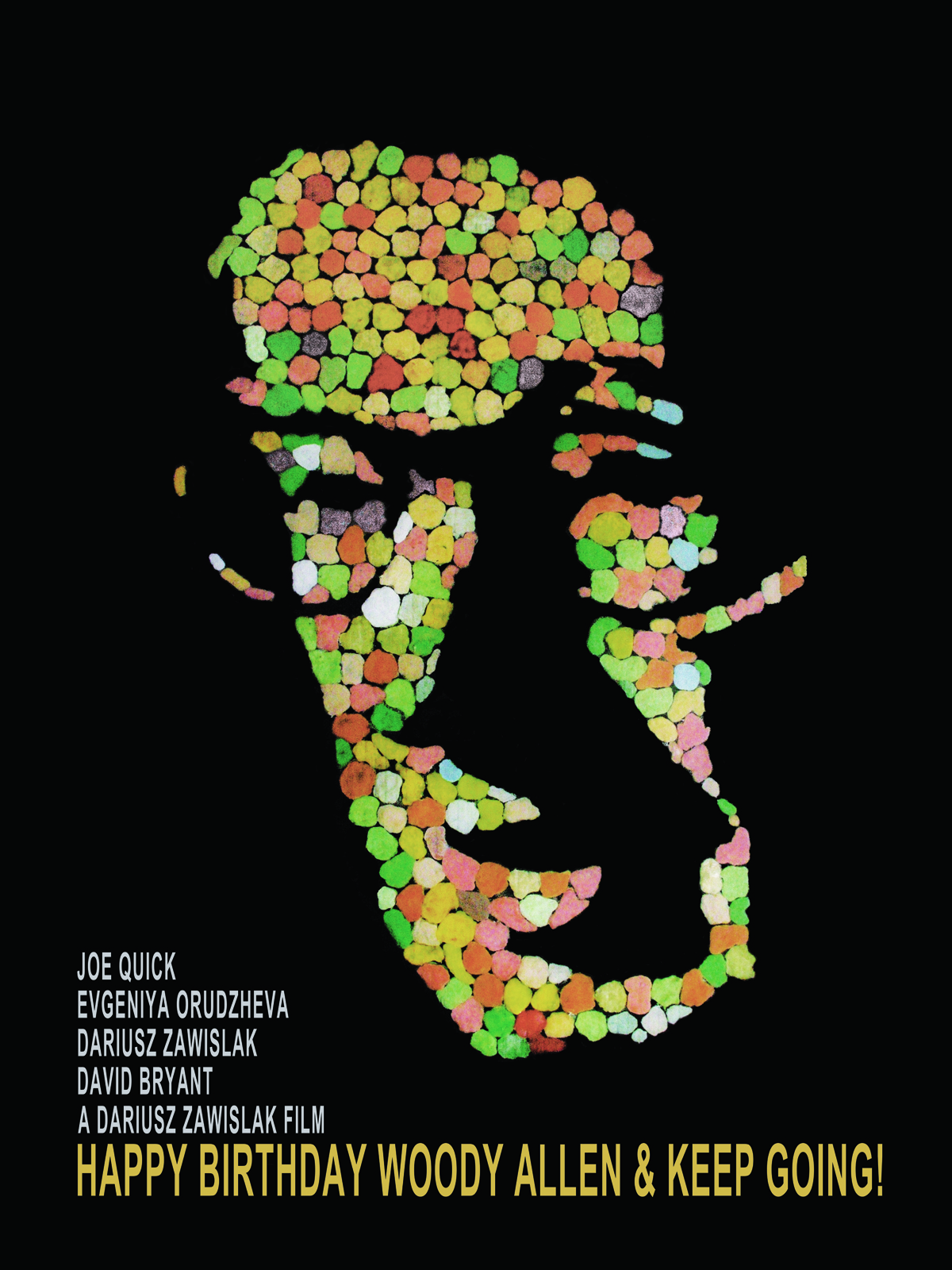

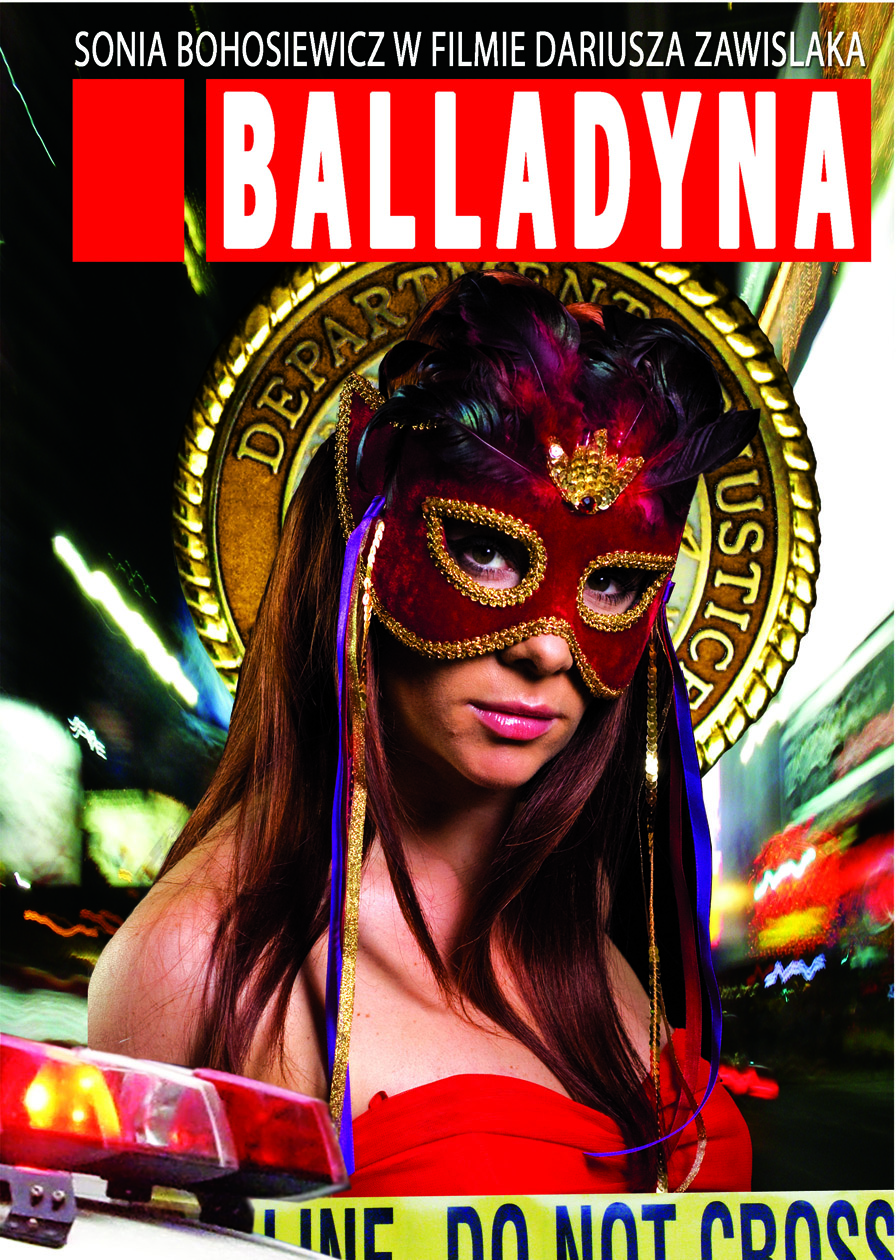
BALLADYNA aka THE BAIT

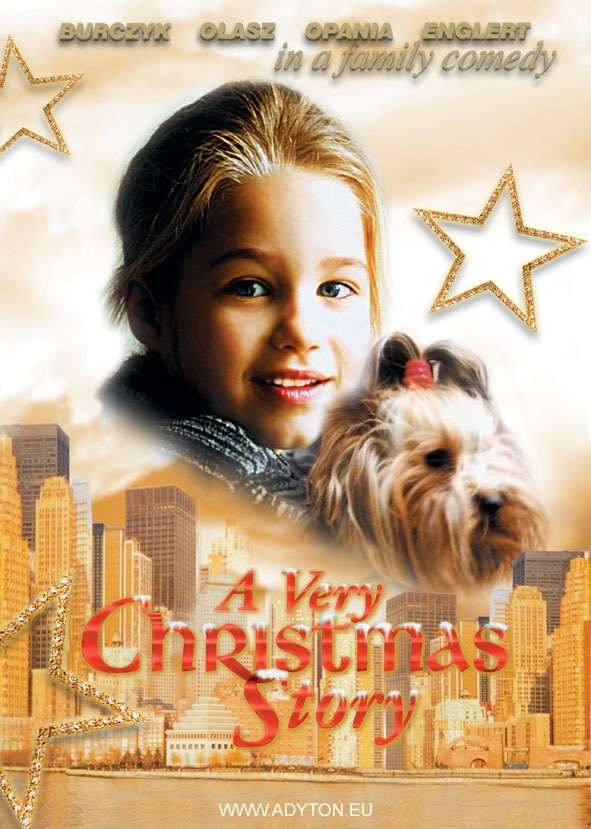

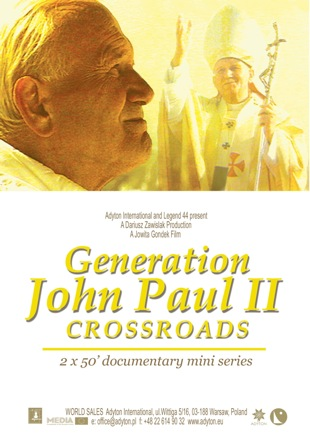

- 1993: Druciana parasolka (The Umbrella)
- 1999: Titanic[1][2][3]
- 2000: Świąteczna przygoda (A Very Christmas Story)[2][3][4]
- 2007: Oczyma Pokolenia '78. Pontyfikat Jana Pawła II (Generation John Paul II - Crossroads)
- 2008: Karolcia i magiczny koralik (Caroline & Magic Stone) (producció)[2][1][3]
- 2009: Balladyna (The Bait)[1][2]
- 2012: Happy Birthday Woody Allen & Keep Going!

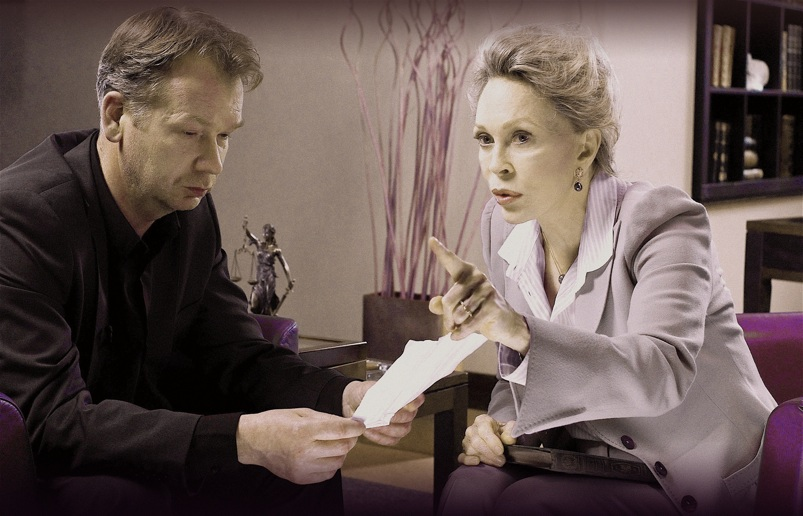
Faye Dunaway & Mirosław Baka, Balladyna, dir. Dariusz Zawiślak